# Aulacophora nigripennis
Aulacophora nigripennis es un insecto coleóptero de la familia Chrysomelidae.
Fue descrita científicamente por primera vez en 1857 por Motschulsky.